# Emergency (Paramore)
Emergency è il secondo singolo estratto dall'album All We Know Is Falling dei Paramore, pubblicato il 15 ottobre 2005 negli Stati Uniti. Il singolo è stato pubblicato anche nel Regno Unito il 26 agosto 2006, in un'edizione speciale contenente la B-side Oh Star.

## Descrizione
La canzone, scritta da Hayley Williams e Josh Farro, riguarda l'amore che è dato per scontato e non significa nulla al giorno d'oggi, e che le relazioni sono davvero in stato di emergenza. Del brano esiste una versione chiamata "Crab Mix" e contenuta nell'EP del 2006 The Summer Tic EP; differisce dall'originale per un diverso missaggio ove gli scream del chitarrista Josh Farro sono maggiormente udibili.

## Video musicale
Il video inizia con Hayley Williams e Jeremy Davis seduti in una stanza abbandonati. Gli altri membri del gruppo sono in piedi con tagli e fasciature in tutto il corpo.
I garofani indossati da ciascun membro della band rappresentano il proprio "bagaglio emotivo", ha dichiarato la Williams in un'intervista. Il video è stato diretto da Shane Drake.

## Tracce
Testi e musiche di Hayley Williams e Josh Farro, eccetto dove indicato.
CD
1. Emergency – 4:00

Download digitale, vinile (UK)
1. Emergency – 4:03
2. Oh Star (Single Version) – 3:48 (Hayley Williams, Taylor York)

## Formazione
- Hayley Williams – voce
- Josh Farro – chitarra solista, voce secondaria
- Jason Bynum – chitarra ritmica
- Zac Farro – batteria, percussioni

Altri musicisti
- Lucio Rubino – basso